# 扬·卡罗尔·霍德凯维奇
扬·卡罗尔·霍德凯维奇（波蘭語：Jan Karol Chodkiewicz，羅馬化：Jan Karal Chadkievič，约1561年－1621年9月24日），波兰立陶宛联邦贵族、军事家，曾担任立陶宛前线盖特曼、立陶宛大盖特曼等要职，是这一时期联邦最杰出的贵族和军事将领之一。
霍德凯维奇曾参与瓦拉几亚战役、波瑞战争、波俄战争、波土战争等重要战争。他指挥过的最著名的战役是1605年的基尔霍姆战役，在这场战役中，他击败了兵力三倍于本方的瑞典军队。1621年霍腾战役期间，他在前线——被围的霍腾要塞中逝世，此时距离奥斯曼帝国放弃围城、同意谈判仅有约两周。

## 生平

### 早年

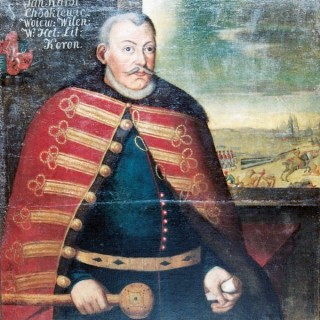
身着深红色长袍（kontusz）、执盖特曼杖（bulawa）的扬·卡罗尔·霍德凯维奇

1561年左右（具体日期未知），扬·卡罗尔·霍德凯维奇出生于立陶宛大公国维尔纽斯的一个贵族家庭。其父亲扬·谢罗尼莫维奇·霍德凯维奇曾先后担任维尔纽斯城主、立陶宛大元帅等重要职务，其母亲克蕾斯蒂娜·兹博罗芙斯卡（Krystyna Zborowska）则出身于波兰望族兹博罗夫斯基家族。1573年起，他相继就读于维尔纽斯耶稣会学院和维尔纽斯大学，1586年至1589年间，他和他的兄弟亚历山大一起出国到英戈尔施塔特大学学习。此后，他又曾前往帕多瓦，直到1590年才回国。
返国后不久，霍德凯维奇招募并指挥一支50人至100人的旗队，由此开始了自己的军旅生涯。納利維伊科起義期间，他在波兰王国前线盖特曼斯坦尼斯瓦夫·若乌凯夫斯基的指挥下与哥萨克叛军作战，从而积累了一些军事经验；平叛期间，他参与了卡尼乌夫战役和包围哥萨克在盧布尼附近建立的车阵等军事行动。1599年，他被任命为萨莫吉希亚长老。
随后，霍德凯维奇参加了瓦拉几亚战役并最终大获全胜，其间，1600年10月15日，他参与了普洛耶什蒂战役。由于为瓦拉几亚战役的胜利做出了巨大贡献，他在同一年被擢升为立陶宛陆军盖特曼，成为联邦军队立陶宛分支的副总指挥官。

### 北方战争
一年后的1601年，正值联邦在波罗的海沿岸与瑞典交战，霍德凯维奇随同扎莫伊斯基北上到利沃尼亚。当年7月的科肯豪森战役中，他指挥联邦军队右翼的立陶宛部队，战胜了瑞典军队。1602年，扎莫伊斯基返回波兰后，利沃尼亚方面的战事由霍德凯维奇负责。1603年4月，他占领多尔帕特（今爱沙尼亚塔尔图），并于1604年9月23日在魏森斯坦战役中大败瑞军。1605年9月27日，霍德凯维奇率领四千兵马（其中绝大多数为翼骑兵），在道加瓦河附近的基尔霍姆（今拉脱维亚萨拉斯皮尔斯）歼灭了兵力达自身三倍的瑞典军队，这也是他一生中最为辉煌的军事成就。这场战役之后，他收到了教皇保祿五世以及欧洲的大多数天主教君主，乃至奥斯曼苏丹和波斯沙阿等的贺信。不久，他被擢升为立陶宛大盖特曼，同时还获得了大片王室土地。
然而，由于波兰立陶宛联邦内部各派政治力量分歧严重，这场大捷并未带来积极成果；众议院未能在为战争筹集资金的问题上达成一致。作为效忠国王齐格蒙特三世的贵族之一，1606年至1607年间，霍德凯维奇协助国王平定了泽布日多夫斯基叛乱。在1607年7月6日至7日间，霍德凯维奇率领联邦王家军队右翼，在古祖夫战役中击败了叛军，随后前往立陶宛大公国平叛，与另一名叛变的贵族亚努什·拉齐维乌交战，直到拉齐维乌于1608年与国王达成协议为止。此后，瑞典再度入侵利沃尼亚，使他重返旧日战场。1609年，他率兵解除了里加之围，并夺回了派尔努。此外，他还临时组建了一支小舰队，并在萨利斯海战中对瑞典海军发动突袭，这也是波兰立陶宛联邦海军的开端。

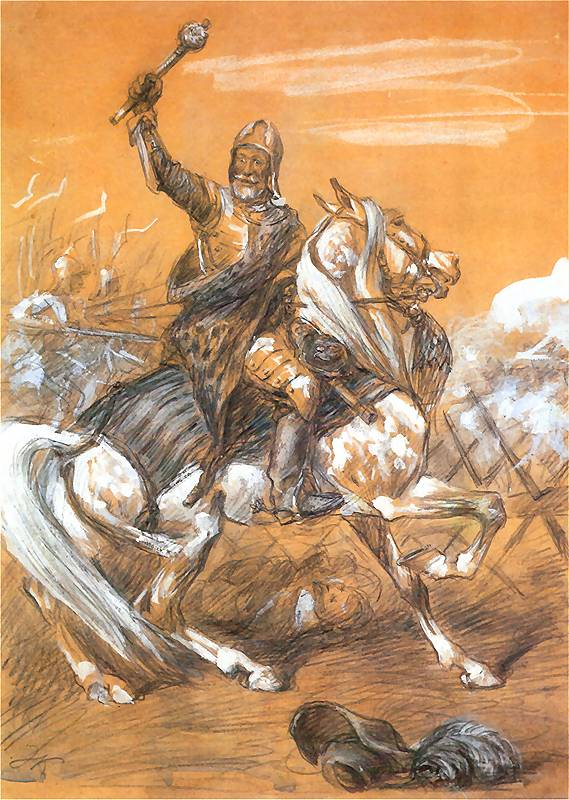
扬·卡罗尔·霍德凯维奇，尤柳什·科萨克绘

### 东部与南部战事
与此同时，波兰立陶宛联邦与沙俄之间的德米特里战争爆发。这场战争由国王齐格蒙特三世所挑起，颇不受立陶宛贵族欢迎，霍德凯维奇也不例外；事实上，他公开表达自己不满的做法，不仅在联邦内部造成了较大影响，也使得他一度丧失了王室的青睐。最终，立陶宛贵族的异议逐渐平息，霍德凯维奇被派往对俄战场，在斯摩棱斯克和普斯科夫附近作战。不久后，波兰立陶宛联邦军队开始接连取胜，譬如攻占了斯摩棱斯克等，而王国大盖特曼斯坦尼斯瓦夫·若乌凯夫斯基等人甚至计划建立波兰-立陶宛-莫斯科联合。而霍德凯维奇则被国王委以向莫斯科推进的重任。然而，众议院再次未能提供资金以维持军队，使得一些部队发生兵变。1611年秋，霍德凯维奇与俄军作战数次，皆无果而终，随后撤退。他对这个结果感到不满，因此与国王的关系再度疏远，并批评了1613年的众议院活动。接下来的几年，即1613年至1615年间，霍德凯维奇负责保卫联邦在斯摩棱斯克地区所取得的领土，并应对立陶宛地区的骚乱。直到王子瓦迪斯瓦夫带着迟来的援兵抵达后，联邦才再一次发起攻势。联邦军队于1617年10月11日攻占多罗戈布日要塞，这支军队名义上由瓦迪斯瓦夫指挥，但实际指挥权则在霍德凯维奇手中。然而，次年12月联邦军队对莫扎伊斯克的围攻并不成功，而此战也标志着波俄战争的尾声。

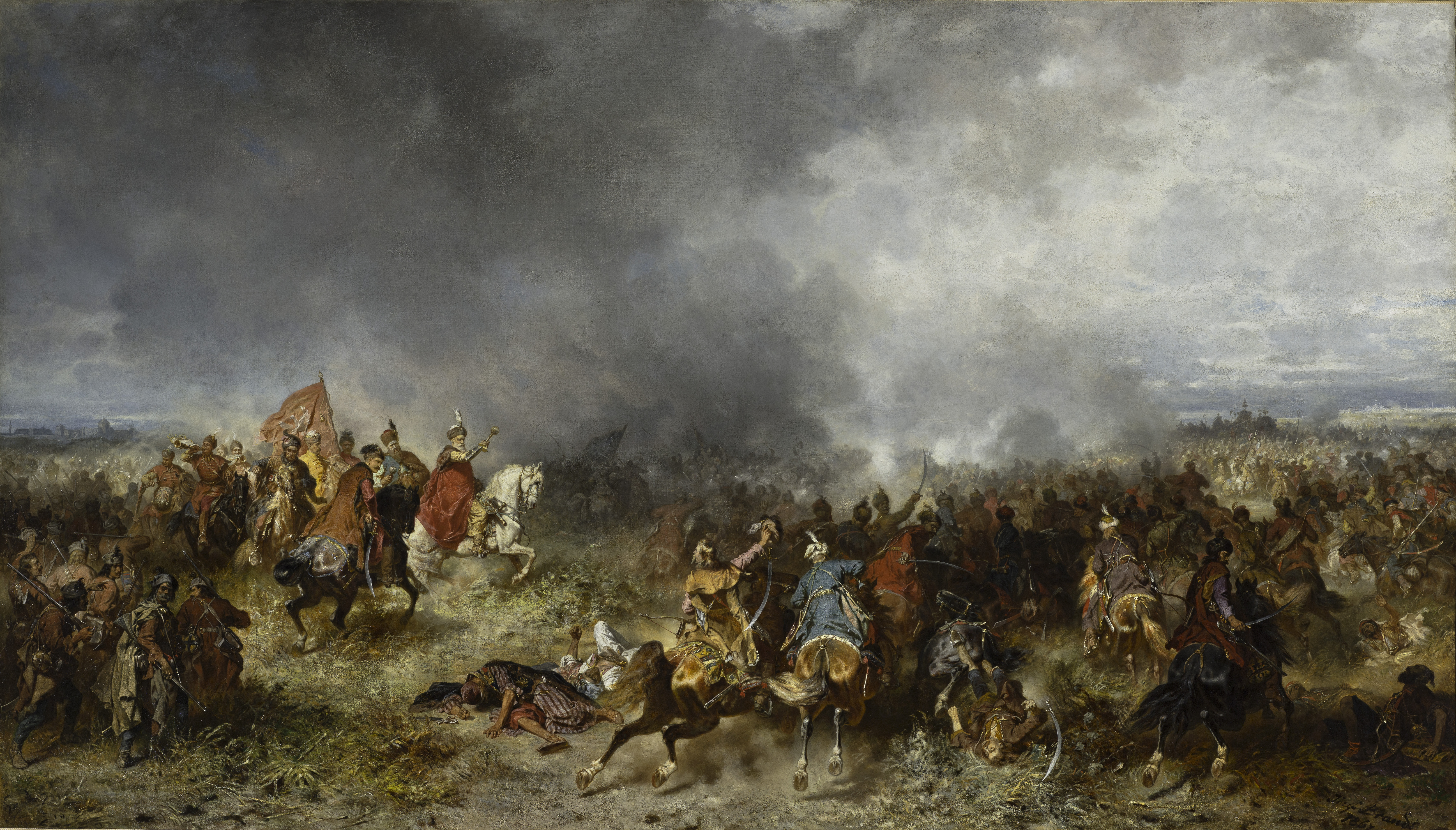
扬·卡罗尔·霍德凯维奇（披红袍者）在霍奇姆，1621年

波俄双方签署《德烏里諾條約》结束波俄战争后不久，霍德凯维奇便被仓促地调往南方，以抵御奥斯曼帝国，捍卫南方边界。此时正处于波土战争开始阶段，此前波军在楚措拉战败，盖特曼若乌凯夫斯基也在是次战役中阵亡。苏丹奥斯曼二世亲率由160,000名土耳其人士兵和60,000名鞑靼人士兵组成的军队从阿德里安堡抵近波兰边界，而与其对阵的联邦军队共计仅70,000人，其中有一半是由彼得羅·科納舍維奇-薩海達奇內领导的哥萨克。1621年9月，霍德凯维奇率领军队渡过第聂伯河，驻守霍腾要塞，而该要塞正位于奥斯曼军队进军的必经路线上。霍腾战役期间，霍德凯维奇抵挡20万土耳其大军达一整月之久，将其攻势全数击退，直到当年的第一场秋雪下落，奥斯曼二世被迫让其剩余军队撤退，标志着这场战役的胜利。然而，这次胜利是以霍德凯维奇本人的生命为代价的。1621年9月24日，就在霍腾要塞之围解除，奥斯曼人决定展开谈判的几天前，疾病缠身的霍德凯维奇于要塞中逝世。
霍德凯维奇的遗体被运往卡缅涅茨-波多利斯基，并于1621年10月14日下葬。一年多后的1622年夏季，在其遗孀的安排下，霍德凯维奇的遗体被迁葬到奧斯特羅赫。1627年，其棺材又被移往奧斯特羅赫的一个新建成的礼拜堂。1648年赫梅利尼茨基起义期间，他的遗体被从奧斯特羅赫迁出，直到1654年被移回原址。1722年，其棺材被移往奧斯特羅赫的一座新墓之中。

## 评价和影响

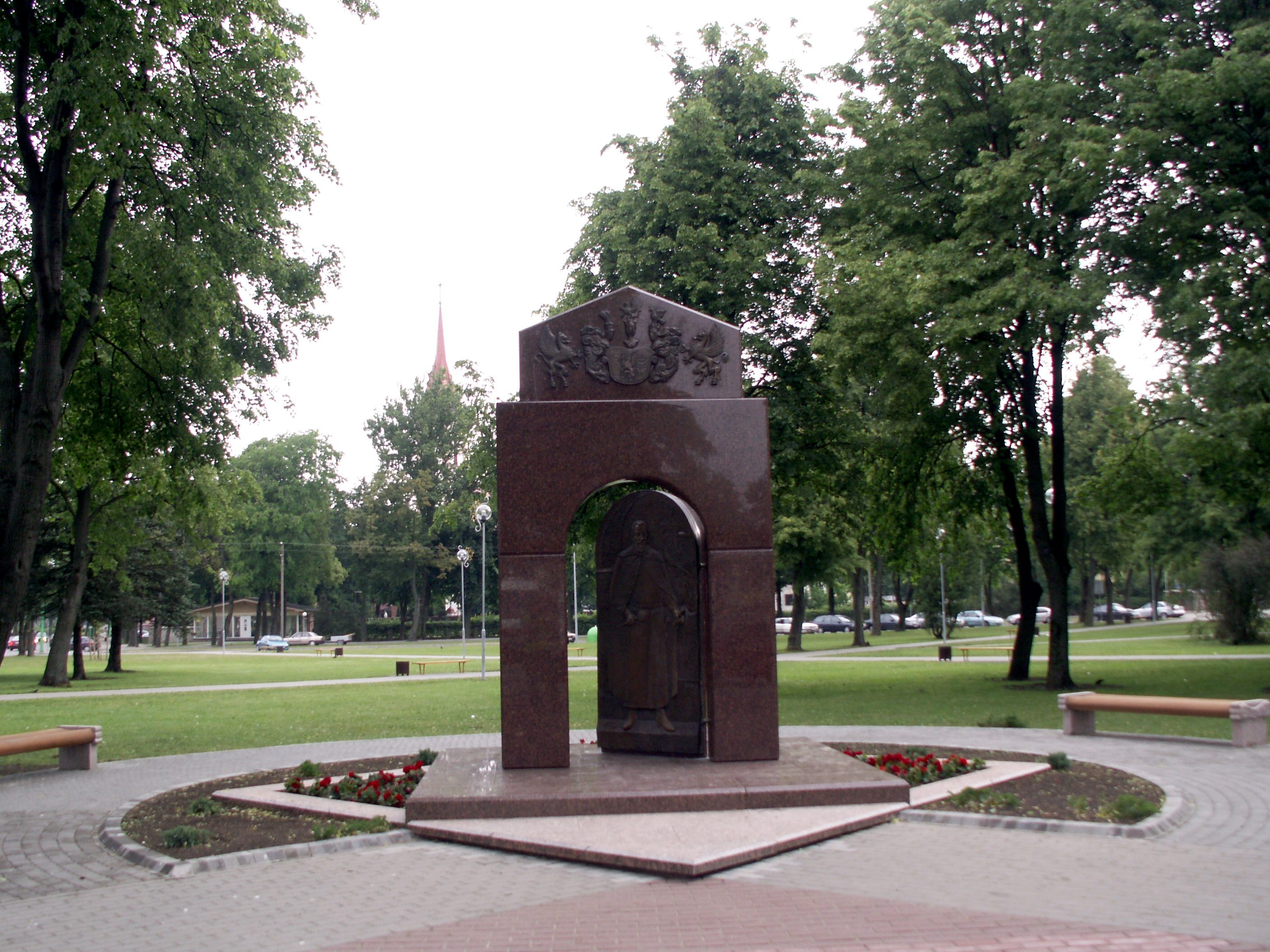
霍德凯维奇纪念碑，位于立陶宛克雷廷加

波兰历史学家万达·多布罗沃尔斯卡（Wanda Dobrowolska）在她于1937年所编写的《波兰传记词典》“霍德凯维奇”条目中，称赞霍德凯维奇是“大盖特曼时代”的首要人物之一，以其战略家和组织者的天赋著称。她认为，霍德凯维奇拥有钢铁般的意志，能够使部队贯彻他的命令；同时，尽管士兵对他的敬畏多于爱戴，但他仍然是一位称职的指挥官。此外，她还提到，霍德凯维奇精力充沛，性格冲动暴躁，正好与这一时期另一位伟大的指挥官若乌凯夫斯基相反，其中前者厌恶后者，并且终其一生与后者明争暗斗。
尽管霍德凯维奇位高权重，富可敌国，但他并未深涉联邦政坛；大多数情况下，他利用他的政治影响力和在立陶宛的支持基础来博取对他的军事计划的支持，扩大军力，并获得个人满足感。他一生皆投身战事，如果不是身处沙场，便是在政坛上与其他立陶宛贵族（尤其是拉齐维乌家族）和阻挠征税以维持军队的众议院政客们进行没有硝烟的战争。
霍德凯维奇一生积累了巨额财富，并投资修建了众多教堂和其他著名建筑。他经常与耶稣会会士共事，并积极协助耶稣会的工作，包括重修位于克拉贾斯的耶稣会学院。他坚信他应当获得土地以作为为国效劳的报酬，但同时他也常利用自己的资金支付军队的花销。在日常生活中，他以其自豪的生活态度和对自身立陶宛贵族身份的骄傲而著称。此外，霍德凯维奇也非常顾家，1593年与原配索菲娅·梅莱茨卡（Zofia Mielecka）结婚。但两人唯一的儿子，也是霍德凯维奇唯一的儿子在1613年便去世了，年仅16岁，而梅莱茨卡也在1618年去世。1620年11月，霍德凯维奇再婚，迎娶安娜·阿洛伊扎·奥斯特罗格斯卡（Anna Alojza Ostrogska），不久后霍德凯维奇便与其继配别离，投身其人生中的最后一战。同年，他的女儿安娜嫁给一位立陶宛贵族扬·斯坦尼斯瓦夫·萨皮耶哈。
在霍德凯维奇生前，就涌现出了一批赞扬他的诗作和其他作品，耶稣会会士皮奥特尔·斯卡尔加还将一部宗教著作献给他。在他去世数年后，更多关于其的作品相继问世。瓦茨瓦夫·波托茨基的关于霍腾战役的史诗小说Transakcja wojny chocimskiej就以其为主要角色之一；在尤里安·乌尔森·涅姆采维奇和索菲娅·科萨克-什丘茨卡等人的作品中，霍德凯维奇也常以爱国者、军事天才等正面形象出现。
2021年，为纪念霍德凯维奇逝世400周年，立陶宛举行了一系列纪念活动。维尔纽斯的霍德凯维奇宫举办了霍德凯维奇纪念碑的揭幕仪式。立陶宛官方也设置了以其命名的荣誉奖项。此外，在其亲自建立的克雷廷加，人们遵其遗愿，在当地圣母领报教堂的霍德凯维奇家族地下墓室中设立了衣冠冢。此外，立陶宛武装部队萨莫吉希亚机动步兵旅也更名为立陶宛大盖特曼扬·卡罗尔·霍德凯维奇萨莫吉希亚步兵旅。

## 延伸阅读
- （波蘭語） Leszek Podhorecki "Jan Karol Chodkiewicz 1560-1621", MON, Warszawa 1982 ISBN 83-11-06707-4
- （波蘭語） Wanda Więckowska-Mitzner "Karol Chodkiewicz", Książka i Wiedza, Warszawa 1965
- （波蘭語） Tomasz Bohun "Moskwa 1612", Bellona 2005, ISBN 978-83-11-10644-4
- （波蘭語） Zygmunt Boras "Poczet hetmanów polskich i litewskich"